# 더 영 앤 더 레스트리스
《더 영 앤 더 레스트리스》(영어: The Young and the Restless, 약어 Y&R)는 CBS에서 1973년 3월 26일부터 현재까지 방송 중인 미국의 연속극이다. 《더 볼드 앤 더 뷰티풀》(1987-현재)의 자매극으로, 두 작품은 같은 세계관을 공유하며 1990년대 초부터 몇 차례 크로스오버가 이루어졌다. 데이타임 에미상 드라마 시리즈 부문 작품상 최다 후보 지명작으로 2024년 현재까지 총 34번 후보에 올랐으며 그중 11번 수상하였다.